# Macrostemum giganteum
Macrostemum giganteum is een schietmot uit de familie Hydropsychidae. De soort komt voor in het Oriëntaals gebied.